# Артундуага, Алехандро
Алехандро Артундуага Менесес (исп. Alejandro Artunduaga Meneses; род. 9 сентября 1997, Питалито, Уила) — колумбийский футболист, защитник.

## Карьера

### «Атлетико Уила»
Воспитанник футбольной академии колумбийского клуба «Атлетико Уила». А начале 2017 года футболист стал тренироваться с основной командой клуба. Дебютировал за клуб 8 марта 2017 года в матче Кубка Колумбии против клуба «Депортес Киндио», выйдя на поле в стартовом составе. Дебютный матч в колумбийском чемпионате сыграл 28 мая 2017 года против клуба «Тигрес». Всего за клуб футболист сыграл в 7 матчах во всех турнирах, результативными действиями не отличившись.

### «Депортиво Перейра»
В январе 2019 года футболист стал игроком колумбийского клуба «Депортиво Перейра». Дебютировал за клуб 2 февраля 2019 года в матче против клуба «Форталеса Сипакира», выйдя на замену на 75 минуте. Футболист сразу же закрепился в основной команде клуба. Дебютный гол за клуб забил 3 июля 2019 года в рамках плей-офф первой части чемпионата против клуба «Депортес Киндио». По итогу своего дебютного сезона футболист вместе с клубом стал чемпионов Категории Примера B и вышел в элитный дивизион. Сам футболист успел отличиться своими 2 забитыми голами. Также дошёл то четвертьфинала Кубка Колумбии.
Новый сезон футболист начал с матча 26 января 2020 года против клуба «Атлетико Насьональ», выйдя на поле в стартовом составе. Первым результативным действием за клуб отличился 9 февраля 2020 года в матче против клуба «Ла Экидад», отдав голевую передачу. Своим первым голом в колумбийском чемпионате отличился 6 октября 2020 года в матче против клуба «Онсе Кальдас». На протяжении всего сезона был одним из ключевых игроков клуба, отличившись забитым голом и дважды результативными передачами.

### «Агилас Дорадас»
В начале 2021 года футболист стал игроком колумбийского клуба «Агилас Дорадас». Дебютировал за клуб 24 января 2021 года в матче против калийского клуба «Америка».  Футболист сразу же закрепился в основной команде колумбийского клуба, однако за весь сезон результативными действиями не отличился. Свой дебютный гол за клуб забил 13 февраля 2022 года уже в следующем сезоне в матче также против «Америки». Проведя за клуб первую половину сезона летом 2022 года покинул его. Всего за клуб отличился 2 забитыми голами во всех турнирах.

### «Онсе Кальдас»
В июле 2022 года футболист на правах свободного агента присоединился к клубу «Онсе Кальдас». Дебютировал за клуб 14 июля 2022 года в матче против клуба «Ла Экидад», выйдя на поле в стартовом составе. Футболист сразу же стал ключевым игроком клуба. В начале 2023 года начинал сезон вместе с клубом. Дебютный гол за клуб забил 23 февраля 2023 года в матче Кубка Колумбии против клуба «Кукута Депортиво». Летом 2023 года футболист покинул колумбийский клуб, за который успел отличиться лишь своим единственным забитым голом.

### «Шериф»
В июле 2023 года футболист присоединился к молдавскому клубу «Шериф». В июле 2023 года футболист вместе с клубом отправился на квалификационные матчи Лиги чемпионов УЕФА. По итогу второго квалификационного раунда молдавский клуб уступил израильскому клубу «Маккаби» Хайфа и вылетел в квалификации Лиги Европы УЕФА. Дебютировал за клуб 6 августа 2023 года в матче против клуба «Петрокуб», выйдя на поле в стартовом составе. Первый матч в рамках еврокубкового турнира сыграл в третьем квалификационном раунде 10 августа 2023 года против белорусского БАТЭ. Вместе с клубом вышел в групповой этап Лиги Европы УЕФА, победив в рамках квалификаций белорусский БАТЭ и фарерский «КИ Клаксвик». Дебютным голом в чемпионате отличился 16 сентября 2023 года в матче против клуба «Флорешты». Первый матч в групповом этапе Лиги Европы УЕФА сыграл 21 сентября 2023 года против итальянской «Ромы». По итогу группового этапа Лиги Европы УЕФА футболист вместе с клубом занял итоговое последнее место и завершил своё выступление на еврокубковом турнире.

## Достижения
«Депортиво Перейра»
- Победитель Категории Примера B: 2019